# Stéphane Iganache
 (juillet 2024).
La mise en forme du texte ne suit pas les recommandations de Wikipédia : il faut le « wikifier ».
Les points d'amélioration suivants sont les cas les plus fréquents :
- Les titres sont pré-formatés par le logiciel. Ils ne sont ni en capitales, ni en gras.
- Le texte ne doit pas être écrit en capitales (les noms de famille non plus), ni en gras, ni en italique, ni en « petit »…
- Le gras n'est utilisé que pour surligner le titre de l'article dans l'introduction, une seule fois.
- L'italique est rarement utilisé : mots en langue étrangère, titres d'œuvres, noms de bateaux, etc.
- Les citations ne sont pas en italique mais en corps de texte normal. Elles sont entourées par des guillemets français : « et ».
- Les listes à puces sont à éviter, des paragraphes rédigés étant largement préférés. Les tableaux sont à réserver à la présentation de données structurées (résultats, etc.).
- Les appels de note de bas de page (petits chiffres en exposant, introduits par l'outil «  Source ») sont à placer entre la fin de phrase et le point final[comme ça].
- Les liens internes (vers d'autres articles de Wikipédia) sont à choisir avec parcimonie. Créez des liens vers des articles approfondissant le sujet. Les termes génériques sans rapport avec le sujet sont à éviter, ainsi que les répétitions de liens vers un même terme.
- Les liens externes sont à placer uniquement dans une section « Liens externes », à la fin de l'article. Ces liens sont à choisir avec parcimonie suivant les règles définies. Si un lien sert de source à l'article, son insertion dans le texte est à faire par les notes de bas de page.
- La présentation des références doit suivre les conventions bibliographiques. Il est recommandé d'utiliser les modèles {{Ouvrage}}, {{Chapitre}}, {{Article}}, {{Lien web}} et/ou {{Bibliographie}}. Le mode d'édition visuel peut mettre en forme automatiquement les références.
- Insérer une infobox (cadre d'informations à droite) n'est pas obligatoire pour parachever la mise en page.

Pour une aide détaillée, merci de consulter Aide:Wikification.
Si vous pensez que ces points ont été résolus, vous pouvez retirer ce bandeau et améliorer la mise en forme d'un autre article.
 (janvier 2025).
Stéphane Iganache, né en 1981 à Saint-André, est un criminel récidiviste français. Il est l’auteur d’au moins deux meurtres et de deux tentatives de meurtres, alors qu’il était en cavale.
Incarcéré à plusieurs reprises pour violence conjugales, Iganache bénéficie d'un régime de semi-liberté, en octobre 2015, et s'installe chez une surveillante, avec qui il a noué une relation quatre mois plus tôt,,,.
Celle-ci s'achève, le 10 décembre 2015, lorsque la jeune femme lui annonce son souhait de rompre. Iganache ne supporte pas cette rupture et tente de la tuer à coups de marteau. Six jours plus tard, il se rend chez elle pour la tuer, mais celle-ci est absente. Iganache tente alors d'étrangler la mère de la jeune femme, avant d'être surpris par le conjoint de celle-ci. Il prend alors la fuite en volant le véhicule du couple,,,.
Iganache est arrêté, le 19 décembre 2015, après une course poursuite avec les policiers, puis placé en détention provisoire pour tentative de meurtre, vol, évasion, violation de domicile et violences volontaires,,,.
En novembre 2017, il est condamné à douze ans de réclusion criminelle pour tentative de meurtre puis à trois de prison pour vol, évasion, violation de domicile et violences volontaires en récidive — ce qui le condamne à douze ans de réclusion criminelle,,,.
Bénéficiant d'une permission de sortie, le 20 juin 2023, il ne ré-intègre pas le centre de détention d'Argentan, où il purge sa peine, et part en cavale,.
Iganache s'introduit, le 22 juin 2023, chez la femme d'un codétenu et la tue par strangulation. Son corps est retrouvé la soir-même, par ses deux enfants et sa voisine. Six jours plus tard, il s'introduit chez une jeune femme enceinte, qu'il tente de tuer de la même façon, mais s'enfuit lors de l'intervention d'un voisin. Le fugitif s'introduit, le 1er juillet 2023, chez un retraité de 73 ans et le tue à son tour, avant de voler sa voiture et de l'abandonner. La découverte du véhicule mènera, le lendemain, à la découverte du corps du retraité,,. 
Iganache est arrêté le 4 juillet 2023, après avoir volé un sandwich dans un chantier, puis placé en détention provisoire pour son évasion. Il est mis examen pour les deux meurtres et la tentative de meurtre quelques jours plus tard,,,,,,,,.

## Biographie

### Jeunesse
Stéphane Iganache naît en 1981 à Saint-André.
Il est l’aîné d’une fratrie de trois enfants. Son enfance est marquée par la violence et l'absence de son père, lorsque celui-ci fréquente plusieurs foyers. De ce comportement déplacé, Iganache le reproduira par la suite.
Arrivé à l’âge adulte, Iganache devient alcoolique. Il est connu pour son tempérament violent avec ses compagnes et emprisonné à plusieurs reprises. Il menace l’une d’elles à l’aide d’un cutter et une autre à l’aide d’un piolet. Ces faits lui valent d’être condamné une dizaine de fois pour violences conjugales.
En juin 2015, Ignanache est incarcéré au centre pénitentiaire de Fleury-Mérogis. Il fait la connaissance d’une surveillante de prison, avec qui il entame une relation.

### Semi-liberté et premier crime
En octobre 2015, Iganache bénéficie d’un régime de semi-liberté, lui autorisant à sortir la journée. Il s’installe chez la surveillante,.
Le 10 décembre 2015, près de l’autoroute de Bondoufle, la surveillante lui annonce vouloir mettre un terme à leur relation. Ne pouvant supporter cette rupture, Iganache se jette sur la jeune femme puis lui frappe le visage à coups de marteau dans sa voiture. Sachant qu’il sera recherché, Iganache entame une cavale. Dépêchés sur les lieux, les policiers découvrent l’automobiliste la tête ensanglanté. Dans un premier temps, elle explique avoir été agressée à coups de marteau par un auto-stoppeur ayant pris la fuite puis, ré-interrogée, elle avoue entretenir une relation avec Iganache et que celui-ci l'a agressée dans sa voiture. Une enquête est ouverte pour tentative d’assassinat,,,.
Iganache s'introduit, le 16 décembre 2015, au domicile de la surveillante, à Courcouronnes. La jeune femme étant absente, il s'en prend à la mère de celle-ci et tente de l'étrangler à deux reprises. Surpris par le retour du mari, Iganache prend la fuite en volant la voiture du couple. La victime porte plainte pour violences et vol de voiture, en décrivant sa plaque d’immatriculation,,,.
Le 19 décembre 2015, Iganache est repéré au sein du véhicule volé, en Seine-et-Marne. Il s'ensuit une course poursuite de trois kilomètres, qui s'achève par un plongeon dans la Seine. Iganache tente de nager vers la rive voisine, avant d'être encerclé et capturé. Placé en garde à vue, il reconnaît avoir tenté de tuer la surveillante car celle-ci avait rompu avec lui. Après ce crime, il affirme avoir voulu « terminer le travail » et tuer la jeune femme, mais que son absence a changé ses plans. La mère de victime ayant été présente à ce moment-là, il dit avoir décidé de l’agresser pour se venger de l’absence de sa fille. Au terme de sa garde à vue, Iganache est mis en examen pour tentative de meurtre sur conjoint, violences volontaires en récidive, violation de domicile, vol de voiture et évasion puis placé en détention provisoire,,,.

### Jugement pour tentative de meurtre
Le procès d’Iganache s’ouvre le 8 novembre 2017, devant la cour d'assises d’Évry pour la tentative de meurtre de la surveillante,.
L’accusé, âgé de 36 ans, reste sur sa version des faits, donnée deux ans plus tôt. Au cours du jugement, l’expert psychiatre souligne, chez Iganache, une « intolérance à la frustration », « une difficulté à exprimer ce qu'il ressent » et parle d’un  « amour-propre blessé par différentes périodes de détention ». Elle affirme, par ailleurs, qu’aucune maladie mentale n’est à l’origine du passage à l'acte. De son côté, Iganache affirme ne pas savoir comment il a pu passer à l’acte et dit travailler sur ce comportement, pour ne pas le reproduire à l'avenir,,.
Le 10 novembre 2017, Iganache est condamné à 12 ans de réclusion criminelle.
Quelques jours plus tard, Iganche comparaît pour les violences volontaires, violation de domicile, vol et évasion, devant le tribunal correctionnel et écope d’une peine de trois ans d’emprisonnement.
Incarcéré au centre pénitentiaire de Fleury-Mérogis, Iganache est transféré au centre de détention d'Argentan, où il est décrit comme un détenu modèle,.

### Permission de sortie et nouveaux crimes
Le 20 juin 2023, Iganache bénéficie d’une permission de sortie, en vue d’un entretien d’embauche à Alençon. Il est censé ré-intégrer le centre de détention d'Argentan, mais ne s’y rend pas. Il a, par ailleurs, informé du fait qu’il serait en retard, sans ne jamais revenir pour autant. Iganache entame alors une cavale,,,,.
Le 22 juin 2023, Iganache se rend à Angers et s’introduit chez Adélaïde Duplouy, la femme d’un codétenu, âgée de 40 ans. Il fait des avances à la jeune femme, mais celle-ci se refuse à lui. Perdant tout contrôle, Iganache se jette sur elle et l’étrangle à mort. Il vole quelques économies de sa victime pour financer sa cavale puis quitte l’appartement. Les deux jeunes enfants de la victime, âgés de 6 11ans, s’inquiètent de l’absence de leur mère à leur sortie d’école. Une voisine est prévenue et décide de ramener les enfants chez eux. Lorsqu’ils s’y rendent, tous trois découvrent Adélaïde inerte. Les secours, qui se redent sur place, pensent d’abord à un malaise, avant d’établir qu’il s’agit d’un crime. Un rapprochement est rapidement effectué avec l’évasion d’Iganache, deux jours plus tôt,,,,.
Dans l’après-midi du 28 juin 2023, à Chailland, Iganache s’introduit chez une jeune femme enceinte de 26 ans et tente de la tuer par strangulation. Ses hurlements permettent d’alerter un voisin, qui se précipite sur les lieux. Iganache prend peur et se réfugie dans un bois. Les policiers sont dépêchés sur les lieux pour intercepter l’assaillant, mais celui-ci déjà parti. Convaincus qu’Iganache est l’auteur des faits, les enquêteurs brandissent un cliché de celui-ci à la jeune femme, qui le reconnaît formellement. Des drones et hélicoptères sont alors déployés pour tenter de retrouver le fugitif, mais celui-ci échappe au vaste dispositif de traque mis en place par les autorités,,,.
Le 1er juillet 2023, dans cette même ville, Iganache s’introduit chez Jean-Claude Havard, 73 ans, et le tue par strangulation. Il vole les économies de l’ancien élu ainsi que sa Mercedes, qu’il abandonnera à Cantenay-Epinard avant de poursuivre sa cavale. Le véhicule est découvert dans la soirée par des passants. La police relève la plaque d’immatriculation et découvrent qu’elle appartient à Havard. Le lendemain, les gendarmes apprennent la disparition de l’ancien élu. Ils font alors le lien avec son véhicule retrouvé la veille et décident de se rendre chez le disparu. Le corps de Havard est découvert chez-lui, tué par strangulation. La mort de l’ancien élu suscité l’incompréhension de la ville, où Havard était connu de tous. En sachant que le meurtre a été perpétré dans la même ville que le précédent crime et qu’Adélaïde Duplouy vient d’y être inhumée, les enquêteurs sont convaincus de la culpabilité d’Iganache,,,,,.
Un appel à témoin est lancé, le 3 juillet 2023, craignant que le fugitif de 42 ans ne tue de nouveau,,.

### Arrestation et incarcération
Le 4 juillet 2023, peu avant 13 h, Iganache vole un sandwich dans un chantier d’Avrillé. Un employé de la société, ayant été informé de la cavale du fugitif, décide de prévenir les autorités. Iganache est finalement repéré par les gendarmes et interpellé, alors qu’il essayer de s’échapper. Il est mis en examen pour évasion en récidive puis placé en détention provisoire,,,,,,,,,,,.
Il est extrait de sa cellule, le 10 juillet 2023, et placé en garde à vue pour les meurtres d’Adélaïde Duplouy et de Jean-Claude Havard, ainsi que la tentative de meurtre de la jeune femme enceinte. Dans un premier temps, Iganache reconnaît avoir tué Adélaïde car elle refusait ses avances. Ensuite, il reconnaît avoir choisi ses autres victimes au hasard pour financer sa cavale,,,,.
Le 12 juillet 2023, Iganache est mis en examen pour meurtres et tentative de meurtre, commis en état de « récidive légale », et incarcéré à la maison d'arrêt d'Angers,,.